# Silvaplana
Silvaplana (en romanche Silvaplauna)) est une commune suisse du canton des Grisons et de la région de Maloja. Sa situation est un peu particulière, elle borde deux lacs, celui qui porte son nom et le lac de Champfèr (plus petit), elle est également le débouché du col du Julier (vers la Vallée Sursette) et du col de la Maloja (vers l'Italie).

## Histoire

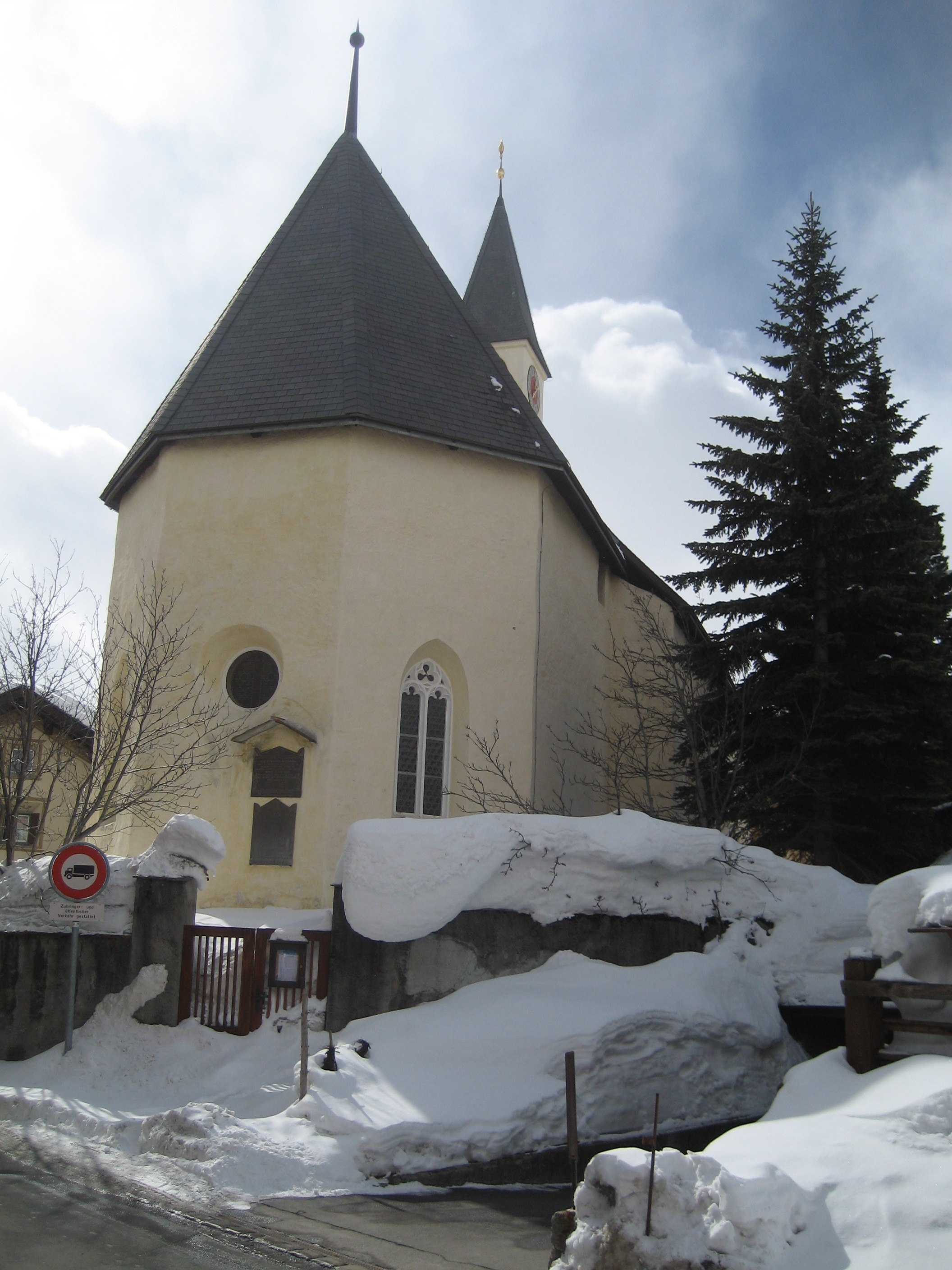
Église de Silvaplana en 2009.

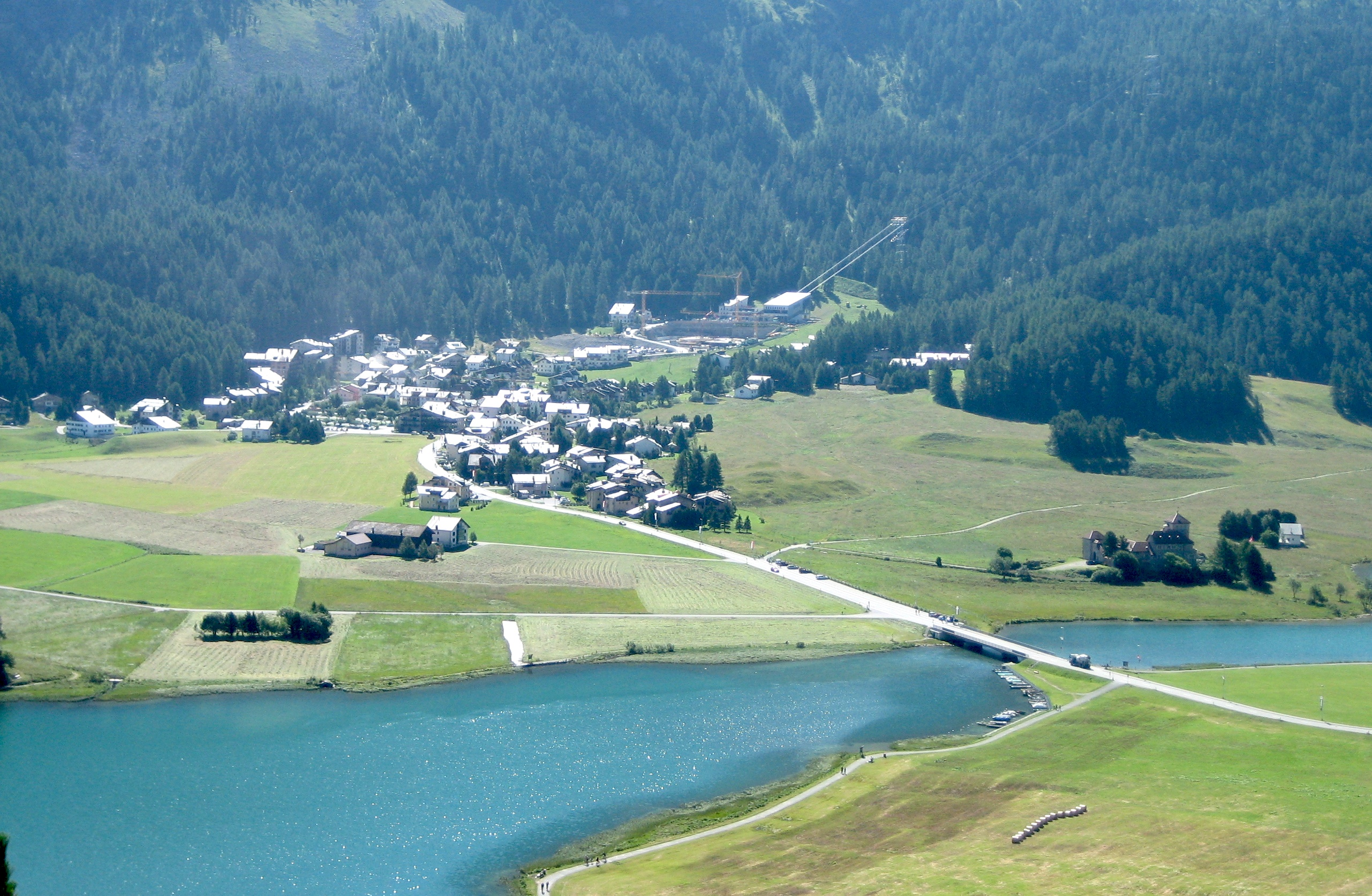
Surlej.

Le premier signe d'un peuplement dans les limites de la commune sont des piliers brisés de l'époque de l'Empire romain sur le col du Julier. L'église du village est mentionnée pour la première fois en 1356. Une nouvelle église de style Gothique international a été construite en 1491. En 1556, le village se convertit à la Réforme protestante.

## Blason
Blason : En argent sur une base d'écu bleu un bouquetin armé noir et rouge
Le bouquetin du sceau communautaire a été associé à la base du bouclier bleu en référence au lac Silvaplana.

## Géographie
Silvaplana est situé en Haute-Engadine, sur la rive gauche de l'Inn (rivière), entre le lac de Silvaplana et celui de Champfèr ; à 6 km de Saint-Moritz, 43 km de Chiavenna, 72 km de Coire et 118 km de Lugano.
La station est située à une altitude de 1 815 m au début de la vallée de l'Inn. Le lac est au milieu des trois lacs de Haute-Engadine, entre le lac de Saint-Moritz et le lac de Sils. Sur le côté sud de l'Inn se trouve la partie du village de Surlej (« sur le lac » en romanche). Non loin de là se trouve un rocher au bord du lac, où Friedrich Nietzsche rapporte qu'il a eu la pensée de l'éternel retour — sur lequel se base l'écriture d'Ainsi parlait Zarathoustra — en août 1881 lorsqu'il s'est arrêté à cet endroit.
Au sud-est, le relief s'élève en pente raide jusqu'au Corvatsch, une chaîne de montagnes en bordure du massif de la Bernina, qui, à 4 050 m, a le plus haut sommet des Alpes orientales. Le point culminant de la commune est le sommet du Piz Julier (3 380 m), à la frontière avec Saint-Moritz. Le col du Julier (Julierpass) (2 284 m) est situé à la frontière avec Surses.
Silvaplana a une superficie en 2006 de 44,7 km2. 19,6 % de cette superficie sont utilisés à des fins agricoles, tandis que 14,1 % sont boisés. Sur le reste du territoire, 2,2 % sont habités (bâtiments ou routes) et le reste (64,1 %) est improductif (rivières, glaciers ou montagnes).
Avant 2017, elle était située dans le sous-district d'Oberengadin de la Maloja ; depuis 2017, elle fait partie de la région de Maloja. Au dessus du village à 2 284 m, le col du Julier relie la vallée de l'Engadine au reste des Grisons et à la ligne de partage des eaux du Rhin. Le ruisseau Ova dal Vallun relie le lac de Silvaplana et le lac de Champfèr et traverse le village qui se compose du village de Silvaplana et des hameaux de Surlej et Albana, ainsi qu'une partie du village de Champfèr.

## Démographie
Au 31 décembre 2019, Silvaplana avait une population de 1 132 habitants. Sur les 946 habitants recensés fin 2006, 719 (76 %) étaient des citoyens suisses. Au cours des dix dernières années, la population a augmenté de 11,1 %.
En 2000, la répartition par sexe de la population était de 49,7 % d'hommes et 50,3 % de femmes. La répartition par âge est la suivante ; 79 enfants, soit 8,7 % de la population, ont entre 0 et 9 ans ; 35 adolescents, ou 3,8 % de la population, ont entre 10 et 14 ans et 38 adolescents, ou 4,2 % de la population, ont entre 15 et 19 ans ; dans la population adulte, 127 personnes, soit 13,9 % de la population, ont entre 20 et 29 ans ; 188 personnes, ou 20,6 % de la population, ont entre 30 et 39 ans ; 140 personnes, ou 15,3 % de la population, ont entre 40 et 49 ans et 149 personnes, ou 16,3 % de la population, ont entre 50 et 59 ans. La répartition de la population des seniors est de 88 personnes ou 9,6 % de la population, entre 60 et 69 ans ; 49 personnes, ou 5,4 % de la population, ont 70 à 79 ans ; 18 personnes, ou 2 % de la population, qui ont 80 à 89 ans, et 2 personnes, ou 0,2 % de la population, qui ont 90 à 99 ans.
La population historique est donnée dans le tableau suivant :
| année | population |
| ----- | ---------- |
| 1804  | 348        |
| 1850  | 205        |
| 1900  | 319        |
| 1950  | 333        |
| 1970  | 714        |
| 2000  | 913        |

## Langues
La majorité de la population parle allemand (environ 66 %) ; le romanche est parlé par environ 11 % de la population. Avec l'allemand, le romanche est la langue officielle.
En 2000, la plupart de la population parle allemand (65,9 %), l'italien étant le deuxième langue la plus répandue (15,9 %) et le romanche la troisième (10,6 %) Jusqu'au milieu du XIXe siècle, l'ensemble de la population parlait le Haut-engadinois ou puter, un dialecte romanche. En raison de l'augmentation du commerce avec le monde extérieur, l'usage du romanche a commencé à décliner. En 1880, environ 73,3 % parlaient le romanche comme première langue, alors qu'en 1910 ils n'étaient que 48,61 %. Le romanche fut la langue majoritaire pour la dernière fois en 1941, alors que 54,9 % le parlaient. En 1970, le romanche était une langue minoritaire avec seulement 200 personnes sur 714 (28,01 %) parlant la langue. En raison de l'enseignement du romanche à l'école du village, en 2000, 34,1 % d'entre eux comprenaient au moins le romanche.

## Politique
Aux élections fédérales de 2007, le parti le plus populaire était l'UDC qui a obtenu 36 % des voix. Les trois autres partis les plus populaires étaient le FDP (35,1 %), le SP (17,6 %) et le CVP (7,7 %).

## Éducation
Environ 75,2 % de la population (entre 25 et 64 ans) a terminé soit l'enseignement secondaire supérieur non obligatoire, soit l'enseignement supérieur complémentaire (soit une université, soit une Fachhochschule).

## Religion
En 1556, les habitants passèrent à la foi protestante. En plus de l'église du village réformée, l'église catholique de l'Assomption existe depuis 1962, qui fait partie de la paroisse St. Mauritius de Saint Moritz.

## Économie

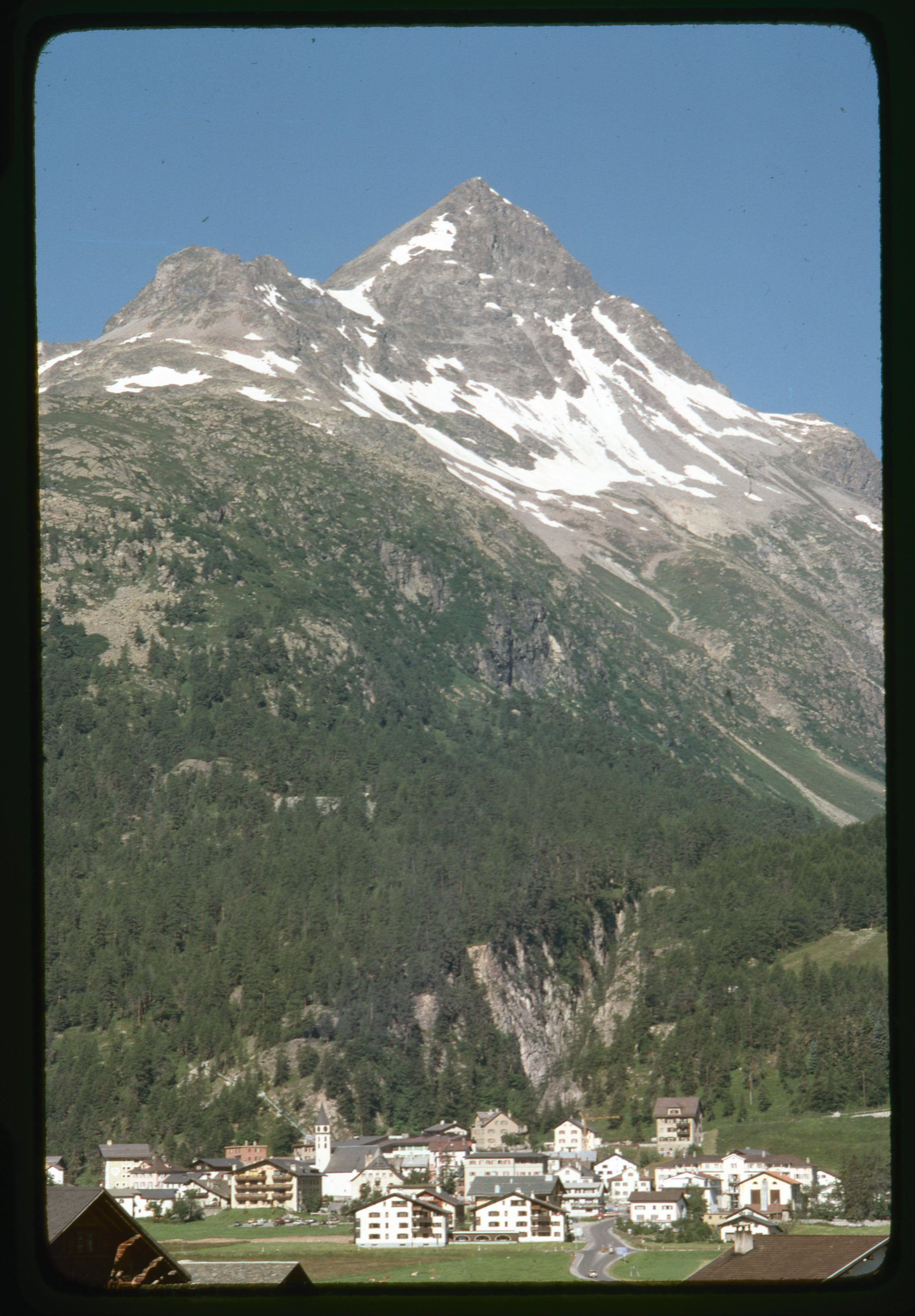
Vue de Silvaplana et du Piz Lagrev.

Silvaplana a un taux de chômage de 1,74 %. En 2005, 21 personnes étaient employées dans le secteur primaire et environ cinq entreprises impliquées dans ce secteur. 95 personnes étaient employées dans le secteur secondaire et il y avait 11 entreprises dans ce secteur. 492 personnes étaient employées dans le secteur tertiaire, avec 72 entreprises dans ce secteur.

## Infrastructures et transports
Le trafic de la vallée contourne Silvaplana par l'est depuis 1965. La construction d'une route de contournement pour la circulation sur le col du Julier a débuté en 2010 ; elle a été inaugurée en juin 2018.
La gare la plus proche est celle de Saint-Moritz, gérée par les Chemins de fer rhétiques.

## Sports
Le lac est connu pour ses vents prévisibles et est donc un lieu populaire pour les sports nautiques, notamment la planche à voile, le kitesurf et le dériveur. Un grand centre de sports nautiques est situé sur la rive sud-ouest. Un avantage de cet emplacement est que les spectateurs ne sont jamais loin de l'action, comme ils pourraient l'être dans des emplacements maritimes plus conventionnels.
Du 23 août au 1er septembre 2007, la classe de voile International Fireball Dinghy y a organisé un championnat du monde où 95 bateaux ont concouru dans six courses. Bien qu'il y ait eu un grand intérêt dans les médias locaux puisque les champions du monde 2006 étaient une paire suisse qui a gagné à Vancouver, en Colombie-Britannique au Canada, les gagnants de 2007 furent Richard Estaugh et Rob Gardner de Grande-Bretagne. L'équipe suisse championne du monde 2006 est arrivée 11e en 2007.
L'Engadin Swimrun, épreuve qualificative du circuit Ö till ö, s'y tient.
Station de sports d'hiver, elle a accueilli quelques étapes de la Coupe du monde de ski acrobatique.

## Monuments et lieux d'intérêt
- L'Église réformée (avant 1356)[3] consiste en un bâtiment à une nef du gothique tardif avec voûte à nervures en étoile, et qui réutilise la construction précédente. Le chœur polygonal a été construit en 1491 par Steffan Klain. Sur la paroi nord, peintures murales de la même époque représentant la lignée de sainte Anne, de sainte Madeleine et des peintures votives[7].
- Le château de Crap da Sass à Surlej
- Lac de Silvaplana
- Poste Albanatscha, 1996, Julierstrasse, architecte : Hans-Jörg Ruch[8]
- Rocher de l'Éternel retour de Nietzsche sur le lac de Silvaplana : dans Ecce Homo, Nietzsche raconte avoir eu l'idée du concept de l'Éternel Retour en se promenant dans les bois qui longeaient le lac de Silvaplana.

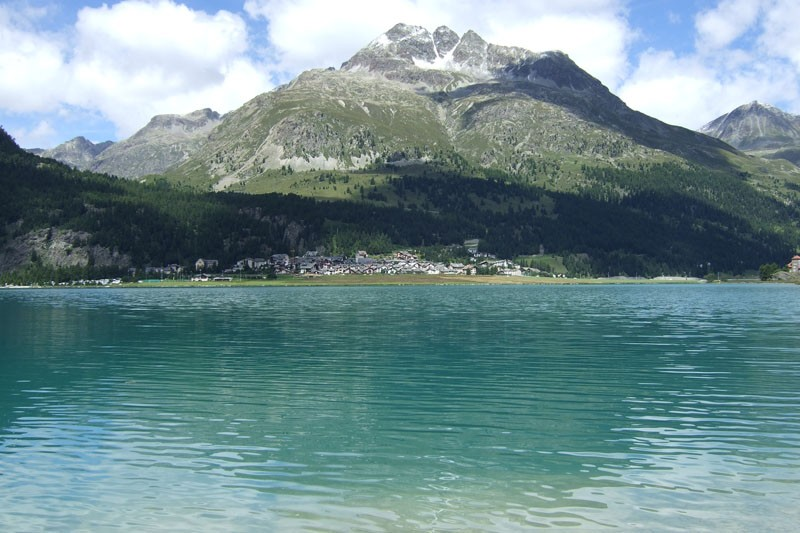
Silvaplana vu de Surlej.
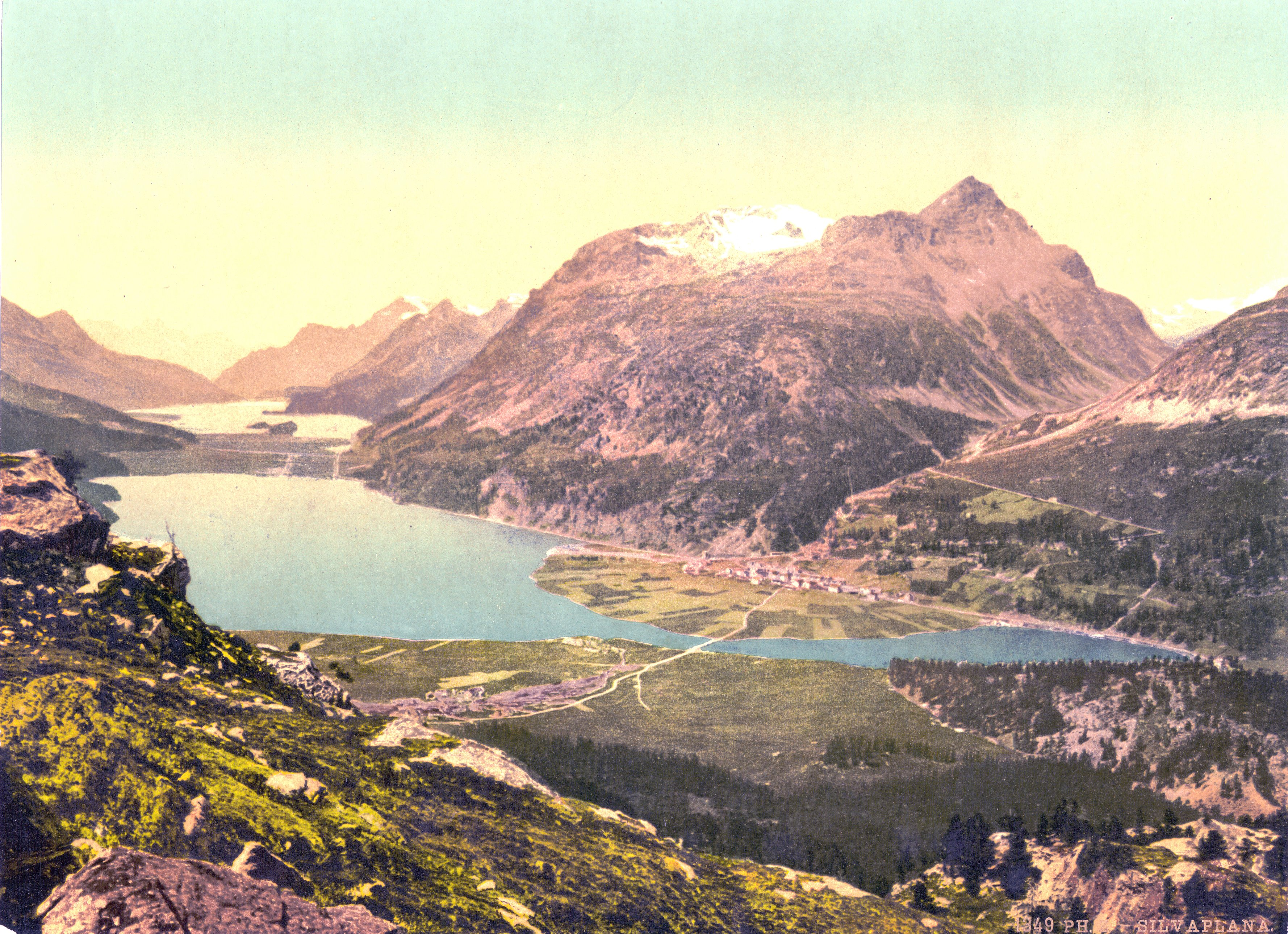
Haute-Engadine en 1900.
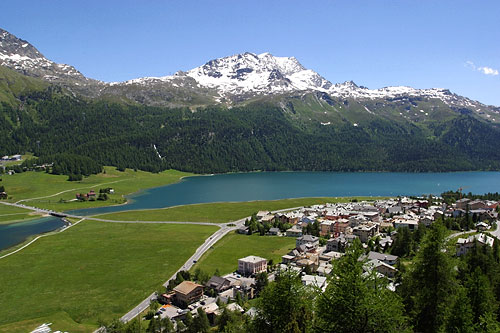
Lac de Silvaplana et le Piz Corvatsch.
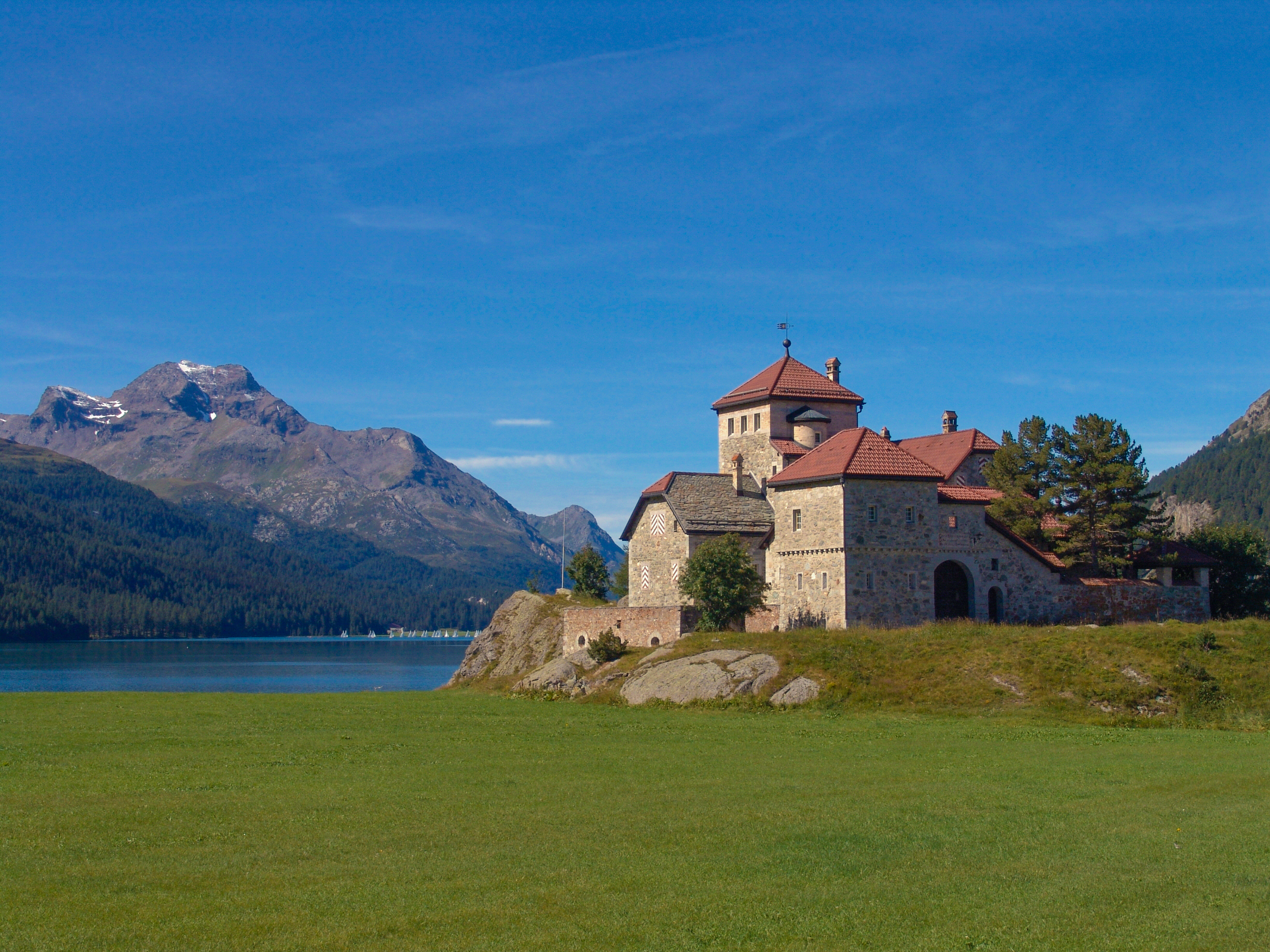
Château de Crap da Sass.

## Personnalités
- Jörg Jenatsch (1596-1639), pasteur et homme politique suisse
- Jeremias Lorza (1757-1837), pasteur réformé et réformateur scolaire
- Johann Robby (1764-1830), confiseur et pâtissier
- Andreas Grisch (1879-1952), agronome
- Elvira Osirnig (1908-2000), skieuse
- Katharina von Salis (* 1940), géologue et militante des droits des femmes

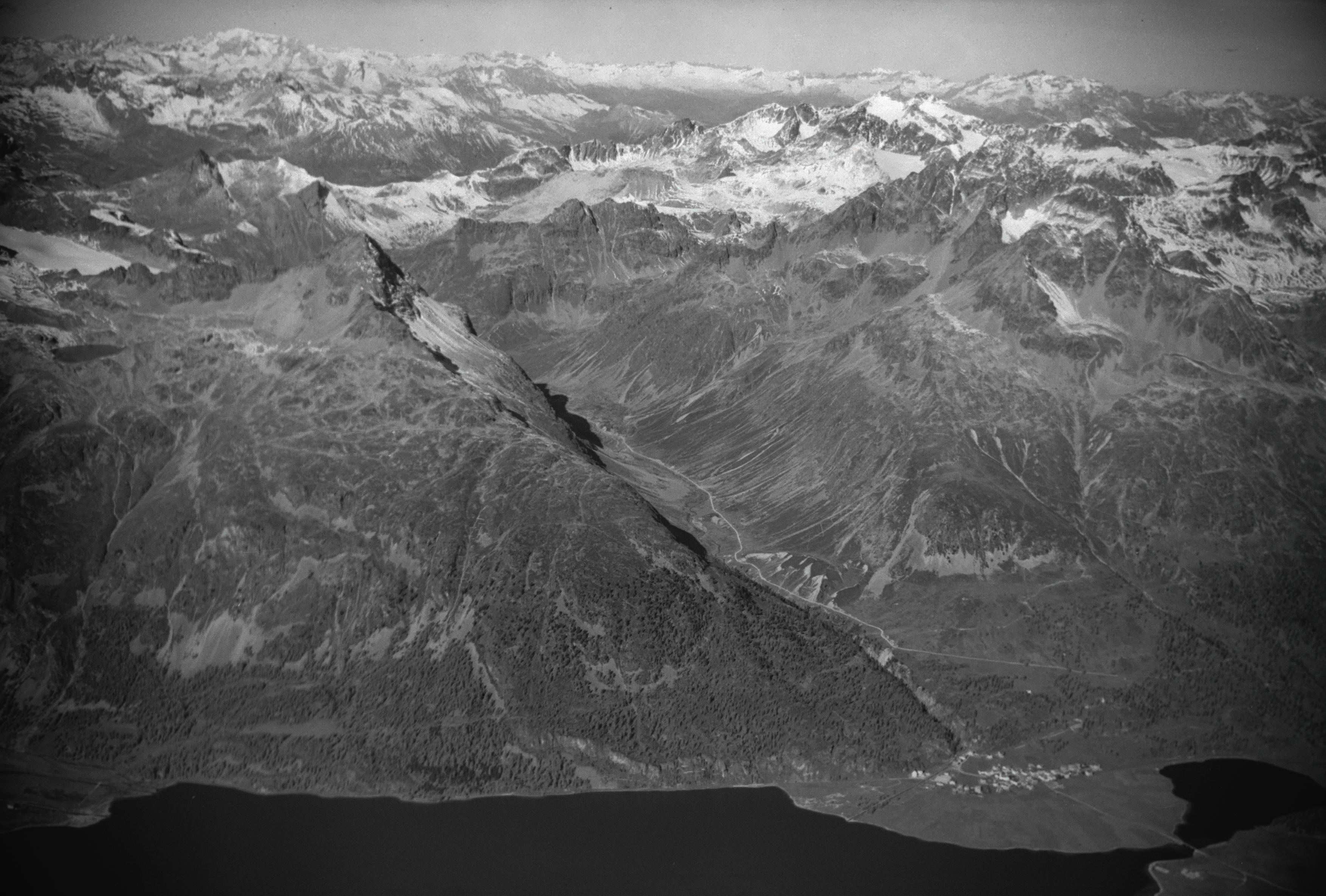
Photo aérienne prise par Walter Mittelholzer (1934).